# あんずのうた
「あんずのうた」は2012年4月18日に発売されたシングルである。
本作はバンダイナムコエンターテインメントが展開するソーシャルゲーム『アイドルマスター シンデレラガールズ』の登場人物の一人、双葉杏（五十嵐裕美）の持ち歌である。

## 音楽性
リスアニ編集部はハイレゾ版「あんずのうた」のレビュー記事の中で同楽曲について、先輩の曲をパロディとして用いたり、歌詞の中に縦読みを仕込んだり、歌うのに疲れて自分の別楽曲を携帯プレーヤーから流すといった、杏のやりたい放題ぶりがチップチューンに乗って展開された電波ソングだと評している。また、リスアニ編集部は、激変する展開に合わせて杏の表情も変わるほか、アッパーなサウンドに拮抗するパワーを保ち続ける必要があるため、やる気に欠けた杏の歌い方に反して歌唱者が消費するエネルギーが大きいだろうと推測している。また、本楽曲はコールアンドレスポンスも特徴の一つである。

## 背景
佐藤は、IPディレクターとの打ち合わせで、最初にキャラクターとしての杏のイメージである「働きたくないアイドル」、音楽のイメージ「電波ソング」、そして、濃厚なキャラクター性を表現することを確認したとCEDEC 2013のセッションの中で話しており、ゲーム制作者として向き合いたいという思いから、キーイメージを作成し、そこから「中央にいる教祖へ、ファンが熱心に応援する」というキービジュアルをもとに、イメージを拡大して要素を決めていった。また、制作に入る前、佐藤は歌詞の共同制作者である八城雄太に杏のかわいさをどう表現するかを電話で話したり、アイドルマスターシリーズの総合ディレクターである石原章弘とやりすぎた部分を差し戻す話を行なった。その後、曲全体の構図となる「設計図」を作成し、骨子を組み立ててから実制作に入った。また、杏が「ニート界のジャンヌ・ダルク」であることから、やる気がなさそうなフレーズを入れるなどして徹夜で仕上げた。
作詞は佐藤と八城の連名であり、八城はその経緯について、「『シンデレラガールズ』のCDを出すことになった際に社内の作詞家が足りなかったため、試しに渋谷凛と双葉杏の曲を作らないかと声を掛けられた。いずれも共作だったが、やってみたら採用された」とダ・ヴィンチとのインタビューの中で説明している。

## 収録内容
| #         | タイトル                                         | 作詞                       | 作曲             | 編曲             | 時間  |
| --------- | ------------------------------------------------ | -------------------------- | ---------------- | ---------------- | ----- |
| 1.        | 「あんずのうた」                                 | NBGI（八城雄太・佐藤貴文） | NBGI（佐藤貴文） | NBGI（佐藤貴文） | 3:33  |
| 2.        | 「ドラマ「目指せ！シンデレラNO.1! -双葉杏編-」」 |                            |                  |                  | 8:24  |
| 3.        | 「あんずのうた（オリジナル・カラオケ）」         |                            |                  |                  |       |
| 4.        | 「ボーナス・トラック」                           |                            |                  |                  | 1:10  |
| 合計時間: | 合計時間:                                        | 合計時間:                  | 合計時間:        | 合計時間:        | 16:37 |

## ゲームへの収録

### アイドルマスターシリーズ
- アイドルマスター ワンフォーオール - DLC（カタログ4号）で配信（スペシャルゲスト「双葉杏」専用楽曲）[6]
- アイドルマスター シンデレラガールズ スターライトステージ - 条件を満たすと使用可能。2024年5月1日には「ノるあんず2000 (DJ過重労働) Remix」が追加された。

### シリーズ外作品への収録
本楽曲は、Nintendo Switch用ソフト『太鼓の達人Nintendo Switchば～じょん！』に「ゲームミュージック」の一つとして収録されている。また、同作を用いたスコアアタック大会の課題曲として採用された例もある。

## 収録CD
| 曲名                                       | 収録作品                                                          | 歌唱者         | 備考 |
| フルバージョン                             | フルバージョン                                                    | フルバージョン | フルバージョン                                                                                          |
| ------------------------------------------ | ----------------------------------------------------------------- | -------------- | --- |
| あんずのうた                               | THE IDOLM@STER CINDERELLA MASTER 002                              | 双葉杏         | |
| あんずのうた                               | THE IDOLM@STER CINDERELLA GIRLS ANIMATION PROJECT 00 ST@RTER BEST | 双葉杏         | |
| リアレンジまたはリミックス                 |                                                                   |                | |
| あんずのうた -For Kirari rearrange MIX-    | 346Pro IDOL selection vol.5                                       | 諸星きらり     | TAKT（TRYTONELABO）によるRearrange MIX。                                                                |
| あんずのうた -ノるあんず2000（DJ過重労働） | THE IDOLM@STER CINDERELLA GIRLS TO D@NCE TO                       | 双葉杏         | LindaAI-CUEによるクラブリミックス。当該アルバムは、さいたまスーパーアリーナ公演での物販にて販売された。 |

## ライブ・パフォーマンス
『あんずのうた』はいくつかのライブで披露されることがあり、佐藤はライブでのパフォーマンスではキーイメージ通りの異様な空間ができていたとCEDEC 2013の中で振り返っている。
たとえば、2012年5月4日に徳島市で行われた「マチ★アソビ vol.8」でのライブパフォーマンスでは、イベントの参加者たちがCDの音源と同じ個所でコールアンドレスポンスを行っている。
五十嵐以外の歌唱例としては、2018年12月に行われた「THE IDOLM@STER CINDERELLA GIRLS 6thLIVE MERRY-GO-ROUNDOME!!!」にて、森久保乃々役の高橋花林によるパフォーマンスなどが挙げられる。

## 反響
八城は本作によって自分の知名度が上がったとダ・ヴィンチとのインタビューの中で述べている。

### 売り上げ・ランキング
本作は初週で約3.7万枚を売り上げ、オリコン週間シングルランキング（2012年4月30日付）で4位にランクインした。
Billboard JapanにおいてはHot Animation（2012年4月25日公開）にて1位にランクインした。ほか、Hot100では5位、Salesでは3位にランクインした。